# Night Flight (phim)
Chuyến bay đêm (tiếng Hàn: 야간비행; Romaja: Yaganbihaeng; Tựa đề tiếng Anh: Night Flight) là bộ phim điện ảnh Hàn Quốc năm 2014 do Lee Song Hae-il làm đạo diễn và biên kịch. Phim lần đầu tiên được ra mắt khán giả vào tháng 2 năm 2014 tại Liên hoan phim quốc tế Berlin lần thứ 64 và chính thức công chiếu tại các rạp ở Hàn Quốc vào ngày 28 tháng 8 cùng năm.
Tựa đề phim Night Flight (Chuyến bay đêm) là tên của một quán bar dành cho những người đồng tính bị bỏ hoang ở Seoul. Nơi đây nhân vật chính Yong-joo thường tới sau giờ lên lớp để trốn tránh hiện thực cuộc sống. Từ đây, bộ phim phản ánh những xói mòn của xã hội, mà học đường như là một thế giới thu nhỏ: học sinh khác biệt bị kì thị, bắt nạt và coi thường, cá nhân phải chạy theo những con số đầy áp lực mà không có chỗ cho những đam mê của bản thân, những tình bạn chân thành khiến con người ngày càng vô cảm, lạc lõng...

## Nội dung
Chuyến bay đêm kể về ba thiếu niên với những cuộc sống, tính cách khác nhau: Yong-joo - một học sinh ưu tú, luôn cố gắng đạt thành tích tốt để vào Đại học Quốc gia Seoul nhưng bản thân cậu luôn phải che giấu việc mình đồng tính, Ki-woong - học sinh cá biệt, là một trong những kẻ giỏi đánh đấm ở trường học và Ki-taek - một tính đồ của truyện tranh, lầm lì và lập dị. Cả ba từng là bạn bè nhưng khi lên trung học Ki-woong bắt đầu tham gia vào băng nhóm Seong Jin. Kể từ đó, chỉ còn lại Yong-joo và Ki-taek. Trong khi Yong-joo luôn bênh vực Ki-taek (người lúc nào cũng bị bắt nạt ở trường học) thì Ki-woong chỉ biết đứng ngoài, điều này làm cả hai người càng xa rời nhau. Trong một lần tình cờ gặp nhau, Yong-joo và Ki-woong nối lại tình bạn xưa, cậu cũng khuyên Ki-woong rời khỏi băng nhóm ở trường và cả hai trở nên thân thiết hơn. Mọi chuyện bắt đầu trở nên phức tạp khi Ki-taek phát hiện ra Yong-joo là người đồng tính, cậu phản bội người bạn thân của mình bằng cách tiết lộ cho mọi người rằng Yong-joo yêu Ki-woong suốt nhiều năm qua, kì thị Yong-ju và gia nhập băng đảng Seong-jin.

## Diễn viên
- Kwak Si-yang vai Yong-ju
- Lee Jae-joon vai Ki-woong
- Choi Jun-ha vai Ki-taek
- Kim Chang-hwan vai Seong-jin
- Lee Ik-joon vai Joon-woo
- Park Mi-hyun vai mẹ Yong-ju
- Lee Geon-hee vai Jae-ho
- Yoon Geon-il vai Beom-jin
- Kim Seon-bin vai Trưởng phòng quản lý học sinh
- Lee Seo-won as Jong-pil
- Song Ji-ho vai Jae-yeon
- Park Jin-ah vai Hyeon-ju
- Kim So-hee vai mẹ Ki-woong
- Hyun Sung vai Giáo viên chủ nhiệm
- Park Hyuk-kwon vai Người to lớn
- Jung In-gi vai bố Ki-woong
- Lee Yi-kyung vai Học sinh bán thời gian

## Sản xuất
Lee Song Hae-il là đạo diễn hàng đầu Hàn Quốc về phim đồng tính, đây cũng là điểm nổi bật của ông. Lee Song từng cho biết cảm hứng để ông làm Chuyến bay đêm xuất hiện sau khi ông xem một clip từ CCTV quay lại cảnh một học sinh đang khóc trong thang máy ngay trước khi người đó tự sát. Ông quyết định làm một bộ phim về những thiếu niên đồng tính khi họ phải đối mặt với nạn kì thị, bạo lực ở trường học.

## Các Liên hoan phim tham gia
Bên cạnh Liên hoan phim quốc tế Berlin lần thứ 64, Chuyến bay đêm còn tham gia Liên hoan phim quốc tế Hồng Kông lần thứ 38, Liên hoan phim châu Á lần thứ 7 tại Amsterdam, Liên hoan phim LGBT lần thứ 29 tại Torino, Liên hoan phim quốc tế Jeonju lần thứ 15, Liên hoan phim quốc tế Edinburgh lần thứ 68, Liên hoan phim Sitges lần thứ 47, Liên hoan phim quốc tế Hawaii lần thứ 34 và Liên hoan phim quốc tế Stockholm lần thứ 25.

## Giải thưởng và đề cử
| Năm  | Giải thưởng                        | Thể loại                             | Người nhận      | Kết quả   |
| ---- | ---------------------------------- | ------------------------------------ | --------------- | --------- |
| 2014 | Liên hoan phim châu Á lần thứ 7    | Giải thưởng của Ban giám khảo        | Chuyến bay đêm  | Đoạt giải |
| 2015 | Giải thưởng Hoa cúc vàng lần thứ 2 | Đạo diễn xuất sắc nhất (Phim hư cấu) | Lee Song Hee-il | Đề cử     |
| 2015 | Giải thưởng Hoa cúc vàng lần thứ 2 | Diễn viên xuất sắc nhất              | Kwak Si-yang    | Đề cử     |
| 2015 | Giải thưởng Hoa cúc vàng lần thứ 2 | Diễn viên xuất sắc nhất              | Lee Jae-joon    | Đề cử     |